# Nikša Kaleb
Nikša Kaleb, född 9 mars 1973 i Metković, är en kroatisk handbollsspelare (vänstersexa). Han ingick i det kroatiska lag som tog OS-guld 2004 i Aten.

## Klubbar
- RK Metković (–2004)
- RK Zagreb (2004–2008)